# 伯奇島 (伊利諾伊州)
伯奇島（英語：Birch Island）是位於美國伊利諾伊州卡爾霍恩縣的一個非建制地區。該地的面積和人口皆未知。

## 地理
伯奇島的座標為39°07′53″N 90°40′52″W / 39.13139°N 90.68111°W，而該地的平均海拔高度為132米（即433英尺）。